# Tragulus napu
El ciervo ratón grande (Tragulus napu) es la especie más grande de ciervo ratón (familia Tragulidae). Esta especie puede encontrarse en la península Malaya, en las islas de Sumatra y de Borneo, y en algunas islas menores próximas; aunque como todos los miembros de la familia Tragulidae son muy difíciles de ver.